# Chiloglottis diphylla
Chiloglottis diphylla är en orkidéart som beskrevs av Robert Brown. Chiloglottis diphylla ingår i släktet Chiloglottis och familjen orkidéer. Inga underarter finns listade i Catalogue of Life.